# Carlo Parmeggiani (pittore)
Carlo Parmeggiani (Ferrara, 4 marzo 1881 – Tradate, 2 agosto 1967) è stato un pittore, illustratore di libri, acquarellista, acquafortista e xilografo italiano.

## Biografia
Carlo Parmeggiani nacque a Ferrara, dove lavorò soprattutto come decoratore murale: negli anni '10 e '20 del XX secolo. Oltre che nel Castello Estense (soffitto della Saletta dei Veleni, 1927) decorò i palazzi Luppis, Bertoni, nonché la cappella funeraria Luppis in Certosa. Si trasferì quindi a Milano in epoca imprecisata, dove operò come illustratore e pittore da cavalletto.

### Pittore
Dal 1907 al 1933 espose le sue opere alla Biennale d'arte di Venezia. Suo è il ritratto del re Vittorio Emanuele III del francobollo giubilare del 1926 delle Poste italiane. La Collezione Verzocchi di Forlì custodisce, oltre al suo autoritratto, il dipinto Il santo lavoro.

### Illustratore

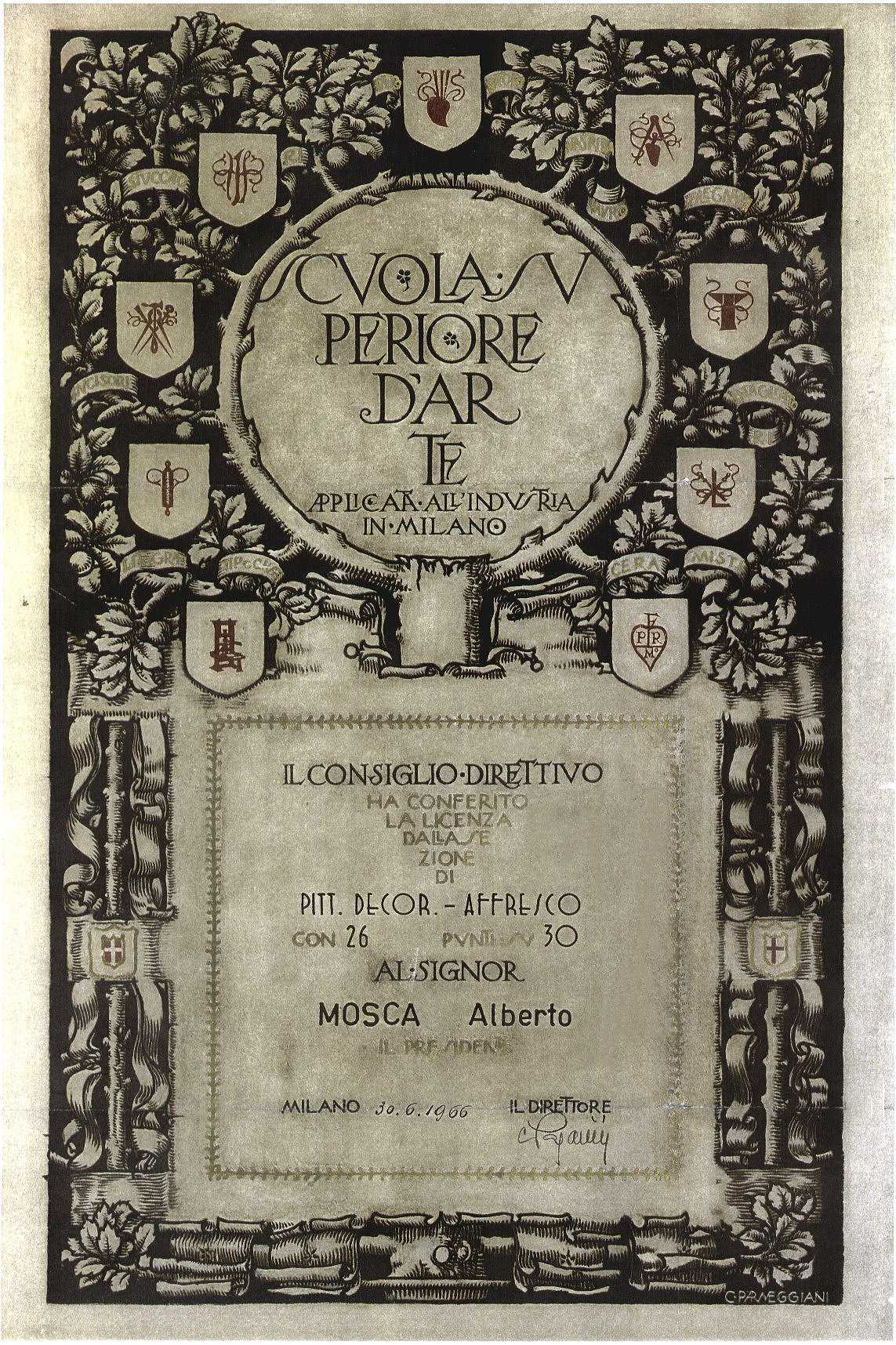
Diploma della Scuola superiore d'Arte applicata all'Industria del Castello Sforzesco disegnato da Carlo Parmeggiani

Carlo Parmeggiani, per la collana La Scala d'oro della UTET di Torino, illustrò:
- Il Contanovelle, 1935
- Il mulino sulla Floss, 1935
- I racconti della lupa, 1936
- La leggenda di Troia, 1941
- Guerra e pace, 1945

Per la Scuola superiore d'Arte applicata all'Industria del Castello Sforzesco di Milano disegnò il diploma.